# О мистериях
«О мистериях» — судебная речь, произнесённая древнегреческим оратором Андокидом в 400/399 году до н. э. Её текст полностью сохранился и стал одним из важнейших источников данных о деле гермокопидов.

## Контекст и содержание
Молодой афинский аристократ Андокид в 415 году до н. э. стал одним из подозреваемых по делу об осквернении герм. Чтобы спасти себя и своих близких, он рассказал судьям, что святотатство совершили его товарищи по гетерии Эвфилета, сына Тимофея. Андокид вышел на свободу и получил гарантии безопасности, но многие афиняне всё же считали его святотатцем и были уверены, что на него распространяется псефизма Истотимида о частичном лишении прав граждан, совершивших религиозные преступления. Поэтому Андокиду пришлось покинуть родину.
В 403/402 году до н. э. Андокид смог вернуться в Афины благодаря всеобщей амнистии и занять ряд почётных постов. У него по-прежнему было много врагов, считавших его святотатцем и доносчиком. В 400/399 году до н. э. Андокида привлекли к суду по двум обвинениям — сначала в нарушении псефизмы Исотимида, потом в возложении на алтарь масличной ветви в знак мольбы о пощаде во время мистерий (закон такое запрещал). Состоялся судебный процесс, в котором обвинителями были Кефисий, Мелет и Эпихар, а Андокид опирался на поддержку вождей демократической «партии» Анита и Кефала. Обвиняемый в своей речи постарался доказать суду, что дело сфабриковано и что за обвинителями стоит Каллий, сын Гиппоника, преследовавший специфические цели. Во-первых, Каллий и Андокид претендовали на руку одной эпиклеры (наследницы), дочери Эпилика; во-вторых, Андокид взял на откуп сбор двухпроцентной торговой пошлины, который рассчитывал получить Каллий.
Обвинители говорили об Андокиде как о святотатце, на которого должно распространяться действие псефизмы Исотимида, и использовали неприязнь народа к нему как к доносчику, а потому он счёл необходимым, говоря «в страхе, с опасностью и под сильнейшим подозрением», подробно рассказать о событиях 415 года до н. э., из-за которых на него это подозрение пало. По-видимому, оратор использовал для своей речи материалы следствия и текст доноса Диоклида, в своё время обвинившего его в осквернении герм. Диоклида он называет человеком бессовестным, заботившимся в тяжёлое для родного города время только о своей выгоде, а о себе говорит, что им «не было совершено ни нечестия никакого, ни доноса, ни признания».
Андокид постарался доказать своим слушателям, что в связи с делом гермокопидов вёл себя как человек благородный и желающий добра своему полису. Он назвал следствию только четыре новых имени, причём то были, по его словам, явные святотатцы; эти люди могли упоминаться уже в доносе Диоклида как друзья подозреваемых, так что они в любом случае понесли бы наказание; кара оказалась не слишком серьёзной — все четверо сохранили жизнь, а позже даже смогли вернуться из изгнания. Андокид заявил в своей речи, что, только обвинив гетерию Эвфилета в надругательстве над гермами, он мог спасти жизнь ни в чём не повинным близким и ещё трём сотням афинян, находившимся тогда в тюрьме, а также избавить город от «величайших несчастий» — паники, взаимных подозрений и всеобщего доносительства друг на друга. Оратор видел в этом своём поступке доказательство не трусости и подлости, а мужества: ведь он понимал, что это событие может безвозвратно изменить к худшему всю его жизнь.
Оратор дал яркие характеристики трём главным отрицательным персонажам речи — Кефисию, Каллию и Диоклиду. Судьи вынесли оправдательный приговор, но этим Андокид был обязан, по-видимому, не достоинствам своей речи, а заступничеству влиятельных политиков из демократической «партии».

## История текста
Неизвестно, издал ли Андокид тексты своих речей, включая речь «О мистериях», или они стали достоянием читающей публики после его смерти. Сборники его произведений наверняка получили широкое хождение уже в IV веке до н. э. Точных сведений о рукописной традиции этих речей в античную эпоху нет. Ключевое значение для восстановления текста речи «О мистериях» имела средневековая рукопись Codex Crippsianus или Burneianus XIII века, где содержатся речи Андокида, Исея, Ликурга Афинского, Динарха и Антифонта.
Произведения Андокида были впервые напечатаны в 1514 году в Венеции Альдом Мануцием. Это издание было основано на рукописи XV века, которая восходила к Codex Crippsianus. Начиная с XIX века выходят научные издания речей, среди которых выделяются книга Ж. Дальмейды на французском языке в серии «Collection Budé» (Andocide. Discours. Texte établi et traduit par G. Dalmeyda. 4e tirage 2002. XXXVI, 230 p. ISBN 978-2-251-00004-6) и книга на английском в серии «Loeb classical library» под № 308. На издании Дальмейды основан перевод речей Андокида на русский язык, выполненный историком Эдуардом Фроловым.
Во всех сборниках речей Андокида издатели помещают речь «О мистериях» на первое место.